# Église Saint-Omer de Saint-Omer-de-Blain
L'église Saint-Omer est un édifice religieux catholique situé à Blain dans le département de la Loire-Atlantique en France.

## Description
L'église est située au centre de Saint-Omer-de-Blain, un hameau à 7 km à l'ouest du bourg de Blain. Il s'agit d'un édifice en béton armé à plan centré, la nef unique et le transept s'inscrivant dans une croix grecque. Le chœur est à chevet plat. Le toit de l'édifice est à double-bâtière, tandis que celui du chœur est en simple bâtière. La façade principale, au sud, ainsi que les pignons est et ouest, sont munis de grandes verrières. Le clocher est placé contre le côté de l'édifice, au sud-est.

## Historique
Saint-Omer-de-Blain est érigée en paroisse succursale de Blain le 28 décembre 1842 ; une église est bâtie en 1852 pour accueillir les fidèles de cette paroisse ; elle est l'œuvre de l'architecte Liberge : un édifice à plan cruciforme avec nef unique, transept et chœur entouré de deux sacristies, similaire à l'église Saint-Laurent de Blain.
À la fin de la Seconde Guerre mondiale, Blain se retrouve proche de la ligne de front de la poche de Saint-Nazaire : le village de Saint-Omer est occupé par les forces américaines dès 1944. L'église, dont le clocher pouvait servir de point d'observation, est dynamitée par un commando allemand le 15 janvier 1945.
L'église actuelle, œuvre d'Yves Liberge, est bâtie à la place de l'église détruite en 1952. Si l'église précédente occupait toute l'actuelle place de l'Église, la nouvelle église est assez reculée par rapport à l'alignement de la rue. Elle est également orientée en sens inverse de l'église précédente : clocher au sud et autel au nord.
L'église Saint-Omer est labellisée « Architecture contemporaine remarquable » en 2014.